# Halis István
Halis István (Nagykanizsa, 1855. augusztus 21. – Nagykanizsa, 1927. február 23.): Nagykanizsai helytörténész, várospolitikus, író. A Múzeum és Könyvtár alapításának fáradhatatlan szervezője, melynek megszületésétől – 1919-től 1925-ig – első vezetője, hűséges kutatója és támogatója.

## Életrajza
Apja Halis Ferenc (földműves), anyja Andri Julianna (háztartásbeli). A szülők kilencedik gyermeke.
Iskolai tanulmányait a nagykanizsai római katolikus Elemi Főtanodában kezdte, majd a  nagykanizsai piarista gimnázium első osztályában folytatta az 1867/1868. tanévben. A hatodik osztály után, 1873-ban a pécsi egyházmegye kispapja lett, és mint ilyen a hetedik gimnáziumi osztályt a pécsi ciszterci gimnáziumban végezte. Egy év után azonban a reverendát letéve visszatért Kanizsára, és a VIII. osztály elvégzése után, 1875-ben ott érettségizett. 1876-ban iratkozott be Budapesten a Magyar Királyi Tudomány-Egyetem Jogi Karára, a nyári szakra. Jogi diplomáját 1880-ban szerezte meg.
Tanulmányai befejezése után mindvégig Nagykanizsa szolgálatában állt. Különböző városi tisztségeket töltött be. 1896-tól árvaszéki ülnök, majd hosszú ideig városi tanácsos, polgármester-helyettes. 1913-tól a város könyvtárosa és a létrehozandó múzeum vezetője. A város történetének lelkes kutatójaként régi okiratok gyűjtésével és régészettel is foglalkozott.
Írói tevékenysége rendkívül sokrétű: népszerűek történeti munkái, elbeszélései, színművei, romantikus regényei. Leginkább maradandóak a város történetével foglalkozó tanulmányai, könyvei, újságcikkei.

## Írásai
- Csokonai Vitéz Mihály kalandja. Történeti vígjáték 3 felvonásban, Csokonai százötvenéves születési évének évfordulójára. Nagykanizsa, Zalai Károly Könyv-nyomdája, 1923. 98 p. (Az Ellenség kezében c. mű átdolgozott változata)
- Dalmatiában. Adatok az ötvenes évek történetéhez. Nagykanizsa, Fischel Fülöp, 1897. 30 p.
- Ellenség kezében. Történeti vígjáték négy szakaszban. Nagykanizsa, Gutenberg Nyomda, 1913. 138 p.
- A ferenczesrend kanizsai zárdája. Tanulmány Kanizsa történetéből. Nagykanizsa, Wajdits, 1899. 76 p.
- Hajnal van! Elbeszélések. 2. kiad. Nagykanizsa, Fischel Fülöp Könyvnyomdája, 1902. 200 p.
- Karbunkulus. Regény két kötetben. Nagykanizsa, 1913. I. 200 p., II. 213 p.
- Kis ember nagy bottal. Háborus idill. Nagykanizsa, Zala és Gyarmati, 1913. 34 p.
- Krónika a Babócsay családról. Nagykanizsa város XIX. századbeli története. Nagykanizsa, Nagykanizsa Nyomda és Lapkiadó Vállalat, 1923. 84 p.
- Az ősmagyarok nyomai. Történetünk néhány rejtélyének magyarázata. Nagykanizsa, Fischel Fülöp nyomása, 1902. 67 p.
- Szines mozaik Nagy-Kanizsa történetéből. Nagykanizsa, Wajdits, 1893. 140 p.
- Zalai krónika I-V. füzet. Szerk.: Halis István. Nagykanizsa, Zala Nyomda Rt., 1915-1917. 416 p.
- Zalavármegyei évkönyv a Millenniumra. Szerk.: Halis István, Hoffmann Mór. Nagykanizsa, Fischel Fülöp, 1896. 331 p. (Benne Halis István szerzőként is közreműködik)